# Campeonato Europeo de Patinaje Artístico sobre Hielo de 1932
El XXX Campeonato Europeo de Patinaje Artístico sobre Hielo se realizó en París (Francia) en enero de 1932. Fue organizado por la Unión Internacional de Patinaje sobre Hielo (ISU) y la Federación Francesa de Deportes de Hielo.

## Resultados

### Masculino
| Puesto | Nombre       | País     | Puntos |
| ------ | ------------ | -------- | ------ |
| Oro    | Karl Schäfer | Austria  |        |
| Plata  | Ernst Baier  | Alemania |        |
| Bronce | Erich Erdös  | Austria  |        |

### Femenino
| Puesto | Nombre           | País    | Puntos |
| ------ | ---------------- | ------- | ------ |
| Oro    | Sonja Henie      | Noruega |        |
| Plata  | Fritzi Burger    | Austria |        |
| Bronce | Vivi-Anne Hultén | Suecia  |        |

### Parejas
| Puesto | Nombre                        | País    | Puntos |
| ------ | ----------------------------- | ------- | ------ |
| Oro    | Andrée Brunet / Pierre Brunet | Francia |        |
| Plata  | Lily Gaillard / Willy Petter  | Austria |        |
| Bronce | Idi Papez / Karl Zwack        | Austria |        |

## Medallero
| Núm. | País     | Oro | Plata | Bronce | Total |
| ---- | -------- | --- | ----- | ------ | ----- |
| 1    | Austria  | 1   | 2     | 2      | 5     |
| 2    | Francia  | 1   | 0     | 0      | 1     |
| 2    | Noruega  | 1   | 0     | 0      | 1     |
| 4    | Alemania | 0   | 1     | 0      | 1     |
| 5    | Suecia   | 0   | 0     | 1      | 1     |
|      | TOTAL    | 3   | 3     | 3      | 9     |